# Claudia Fernández Valdivia
Claudia Fernández Valdivia (La Paz, 30 de enero de 1988) es una ingeniera comercial y presentadora de televisión boliviana. Desde 2012 es la esposa del exvicepresidente de Bolivia, Álvaro García Linera.

## Primeros años y educación
Es hija del chuquisaqueño Óscar Fernández y de la cruceña Gloria Valdivia, ambos emigraron a la ciudad por motivos de trabajo y se quedaron para formar una familia; su padre trabaja en una empresa de archivos y su madre se desempeña en el Museo Nacional de Arte.[cita requerida]
Sus hermanos son Vivian y Paulo Fernández Valdivia. Durante su infancia y adolescencia vivió en su ciudad natal, realizando sus estudios en el colegio Loreto y Humboldt, saliendo bachiller en 2005. Se graduó de la carrera de Ingeniería Comercial en la Universidad Loyola.

## Carrera en la televisión

### Disca y Ve
En el año 2003, a los 16 años de edad supera un casting de la Red ATB que buscaba una nueva presentadora para su programa musical Disca y Ve, experiencia muy valiosa para Fernández ya que se trataba de un programa muy importante en ese entonces y que tenía un alcance nacional, constituyéndose en su primera aparición ante las cámaras, donde trabajó junto a Javier Encinas[cita requerida].

### Uno Teens
Su paso a la Red Uno se dio el 2004, como presentadora del programa infantil Uno Teens, que rivalizaba en índices de audiencia con el programa infantil Chicostation de la Red Unitel, ambos líderes en esa franja televisiva. «Llegar a estos tres años es todo un logro» declararía Claudia Fernández de 19 años en una publicación del 4 de marzo de 2007 del suplemento Tu Guía de EL DIARIO.
El 5 de junio de 2009, Claudia Fernández se despidió de su audiencia y dejó la conducción del programa Uno Teens, para incursionar a partir de entonces en los programas periodísticos de la misma red televisiva.

### Notivisión
Después de años de incursionar en los diferentes espacios noticiosos de la Red Uno de la ciudad de La Paz, Fernández  asumió la conducción del noticiero central de esa casa televisiva, Notivisión, al lado del periodista César Galindo. Fueron María René Duchén y Miriam Claros la fuente de inspiración que tuvo para aspirar a la conducción de un noticiero, ya que Fernández sentía gran admiración y respeto por el trabajo de ambas periodistas.
Con de más de 13 años de carrera televisiva, Fernández decide abandonar las pantallas de la Red Uno el 25 de diciembre de 2017, anunció que lo realizó en la edición central de Notivisión, para dedicarse al cuidado de su pequeña hija y dedicar más tiempo a su familia, disponiendo su tiempo a actividades sociales destinadas a la infancia.
En la entrevista realizada en el programa El Mañanero del 26 de diciembre declaró: "Son 14 años de amistades, de haber compartido con tanta gente. Es difícil”; y justificó su decisión mencionando a su primogénita como razón principal de su retiro: “Está comenzando a caminar y quiero estar con ella”. Además mencionó que si bien se retiraba de los programas, seguiría en contacto con la gente mediante sus redes sociales e interactuaría con el público que la vino siguiendo desde sus inicios en la televisión. «Es una pausa eso sí lo sé, de cuánto tiempo todavía, pero volveré», manifestó. Cerrando la entrevista se hizo un contacto con El Mañanero de Santa Cruz, en donde los presentadores Jéssica Suárez, Sebastián Putz, Thalma Roca y Mercedes Guzmán la despidieron deseándole muchos éxitos en su nueva vida.
Luego de más de un año de alejarse de los medios de comunicación por motivos personales, la presentadora de televisión volvió a la Red Uno el 7 de enero de 2019 y tal como lo dijo en diciembre de 2017: «no es un adiós, sino un hasta pronto»; retomó la conducción de Notivisión en la ciudad de La Paz en su edición central.

### Otros trabajos
En 2009 formó parte de las Magníficas de Pablo Manzoni en el evento Bolivia Moda en la sede de Gobierno.

## Carrera en la radio
En 2015, Claudia Fernández tuvo su primera incursión en la radiodifusión, compartiendo temporalmente el micrófono junto al periodista Mario Espinoza en Radio Compañera 106.3 FM de la ciudad de La Paz, en el programa De 9 a 12, en reemplazo de su colega Juan Carlos Monrroy.

## Vida personal
En 2011 inició una relación sentimental con el vicepresidente de Bolivia Álvaro García Linera, en momentos en que ella pertenecía a la Red Uno y hacía notas periodísticas en Palacio Quemado. Dicha relación se la manejó con la mayor discreción  y solo formaba parte de los rumores en las altas esferas de Gobierno.[cita requerida] El 9 de junio de 2011 en el programa Del Cielo al Infierno de la Red PAT, García Linera admitió tener una relación de enamoramiento con una ingeniera comercial, sin decir claramente de quién se trataba. En una posterior entrevista para la revista Oxígeno, Fernández contó que salió alguna vez con García Linera sin entrar en mayores detalles.
La pedida de mano se llevó a cabo el 30 de enero de 2012, día del cumpleaños de Fernández. El 8 de septiembre de 2012,  Fernández de 24 años contrajo matrimonio con García Linera de 49 años en una ceremonia de difusión nacional e internacional. La boda se celebró a las 10:05 a. m. en el templo de Kalasasaya con un rito aimara en el sitio arqueológico de Tiahuanaco. Entre los asistentes al evento se destacan a los premios Nobel de la Paz, la guatemalteca Rigoberta Menchú y al argentino Adolfo Pérez Esquivel, además de funcionarios de gobierno, embajadores, autoridades originarias aimaras, representantes de organizaciones sociales, personajes de la farándula y decenas de invitados. Uno de los primeros regalos que recibieron los novios provino de parte del presidente de Bolivia Evo Morales Ayma quien sacó de un empaque envuelto con papel de regalo un cargador de bebé de color rosado y se lo colgó en el cuello de García Linera. Según el mandatario, ese obsequio representa los buenos deseos que se tiene para que el sueño de García Linera de «tener una hija» se haga realidad. Al día siguiente, el 9 de septiembre, la pareja se casaría ante la notaría civil y posteriormente bajo el rito católica en la Basílica de San Francisco de la ciudad de La Paz.
El 17 de abril de 2017 nació su primera hija: Alba, en la clínica CEMES de la ciudad de La Paz.
Claudia Fernández es hincha del Club The Strongest, admira al futbolista portugués Cristiano Ronaldo y al actor Ashton Kutcher.  Admira profesionalmente a Patricia Janiot y Claudia Palacios de la CNN en Español.

## Galería

Claudia Fernández Valdivia en el desfile por la Integración Cultural Latinoamericana en Buenos Aires, 2014.
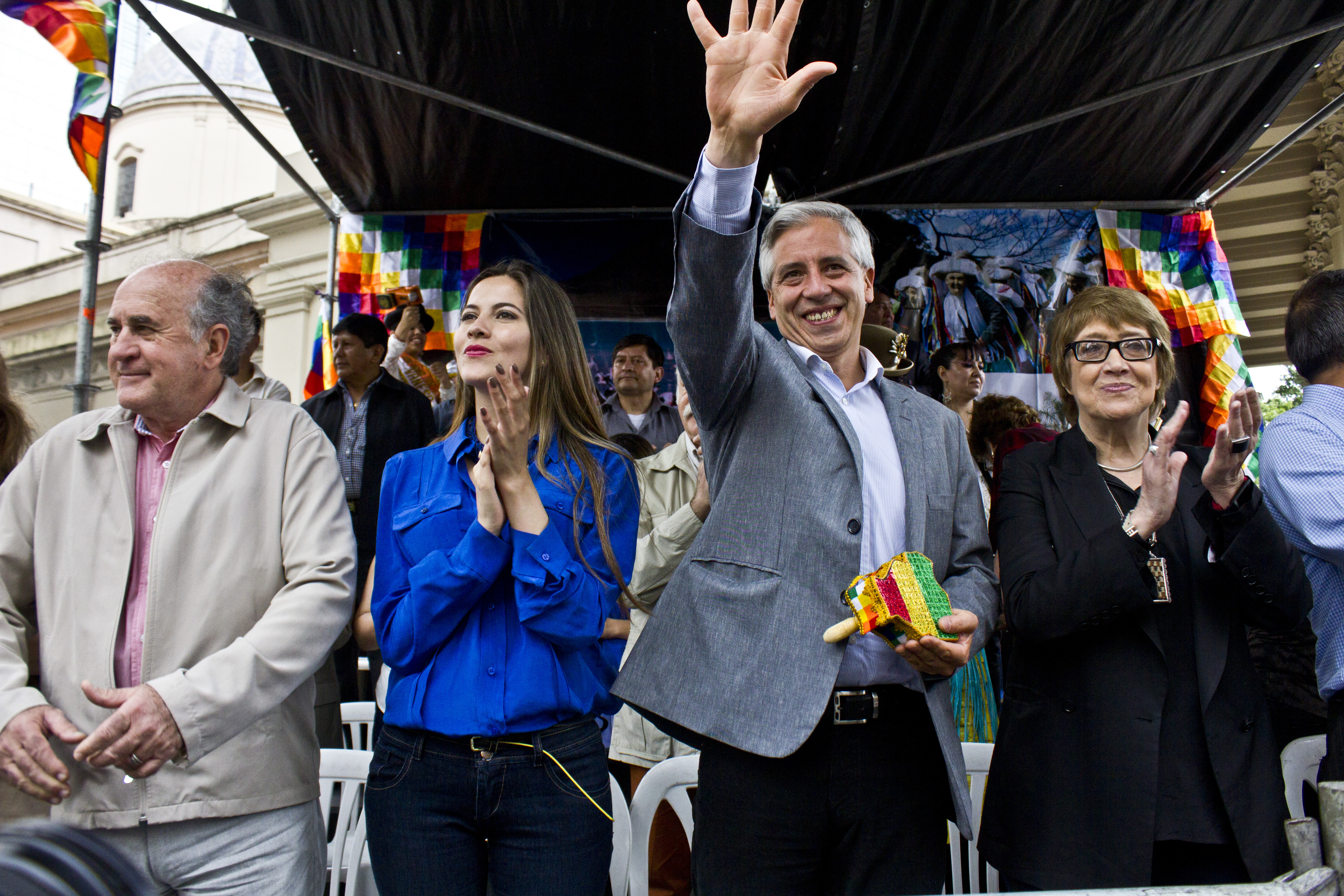
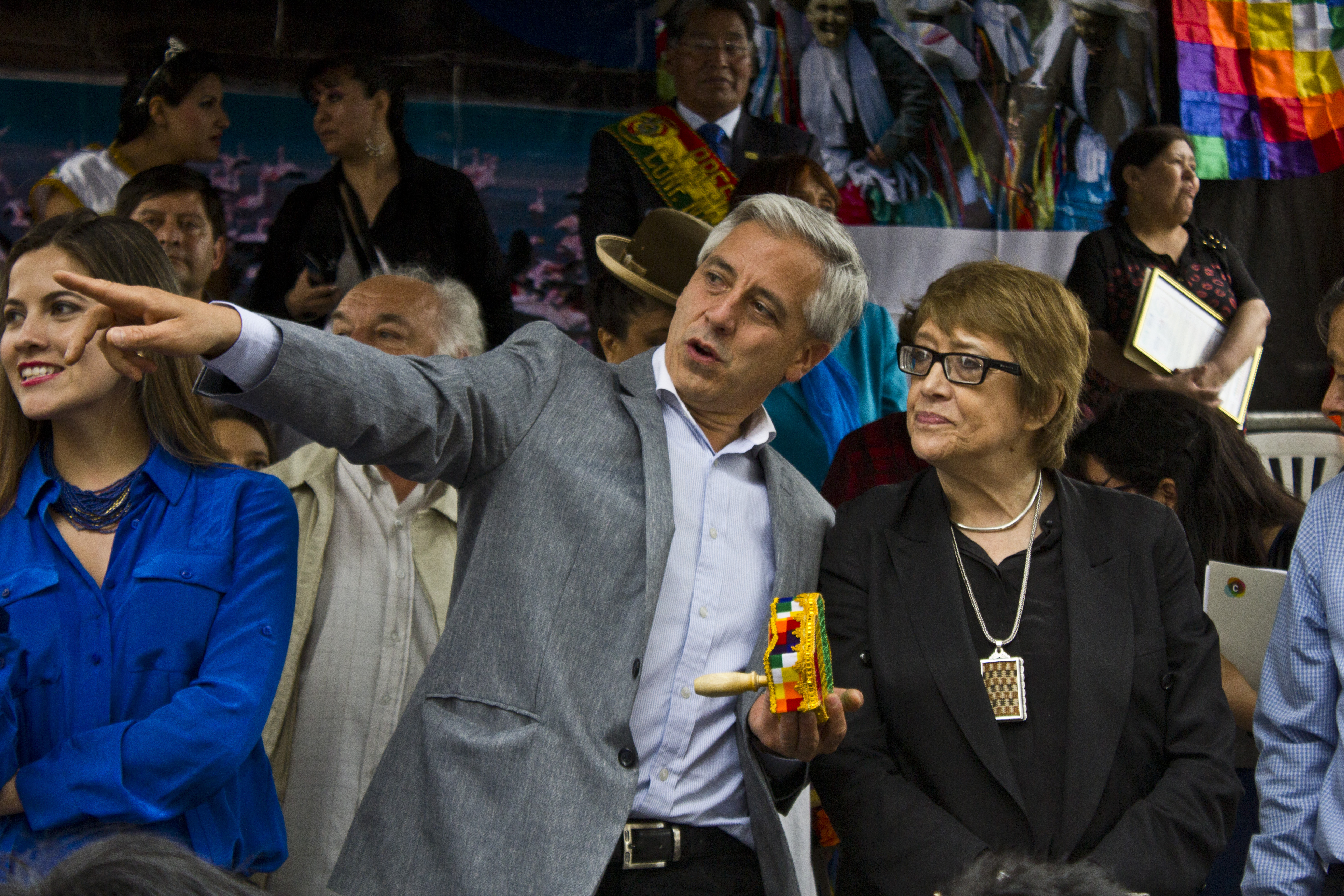
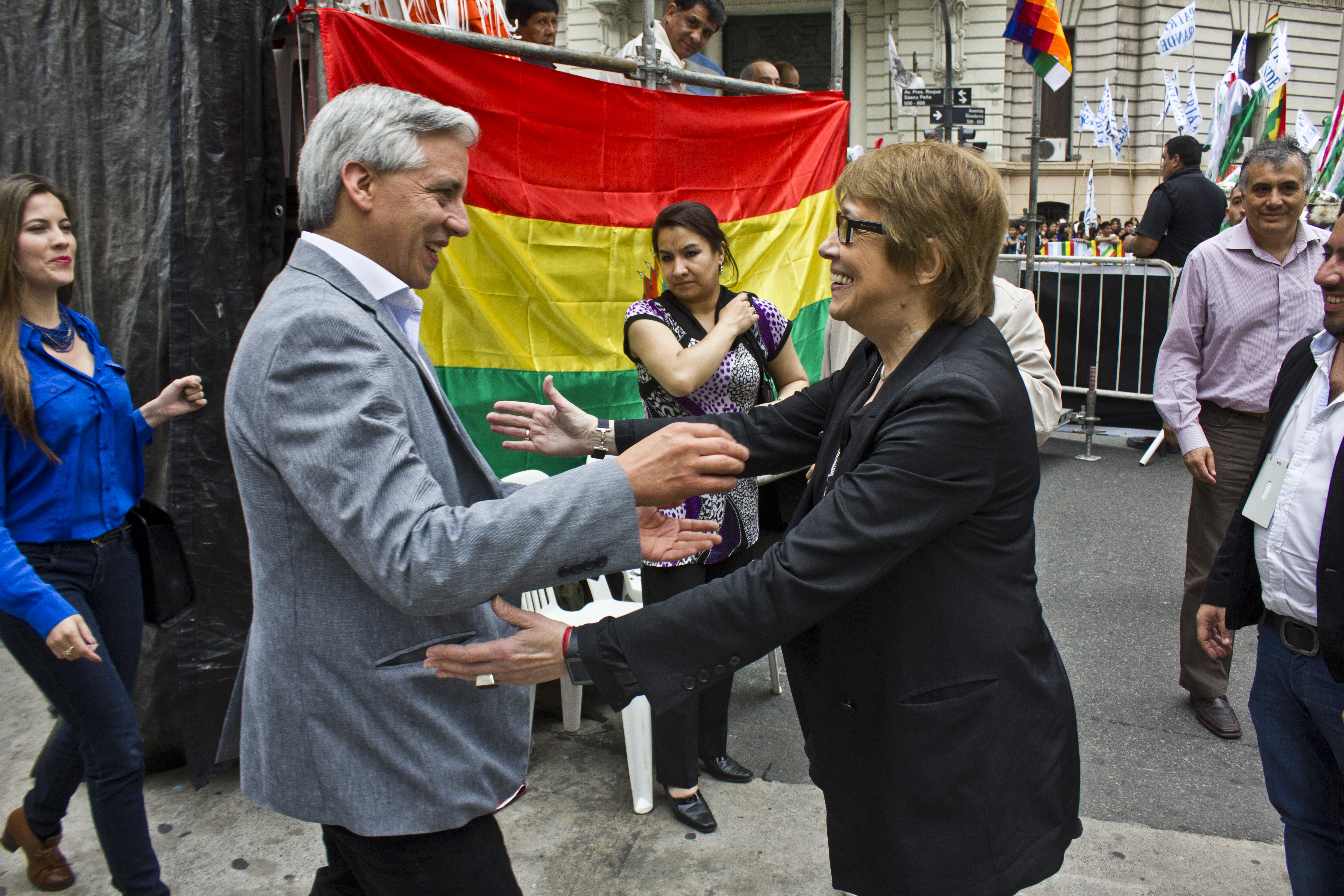
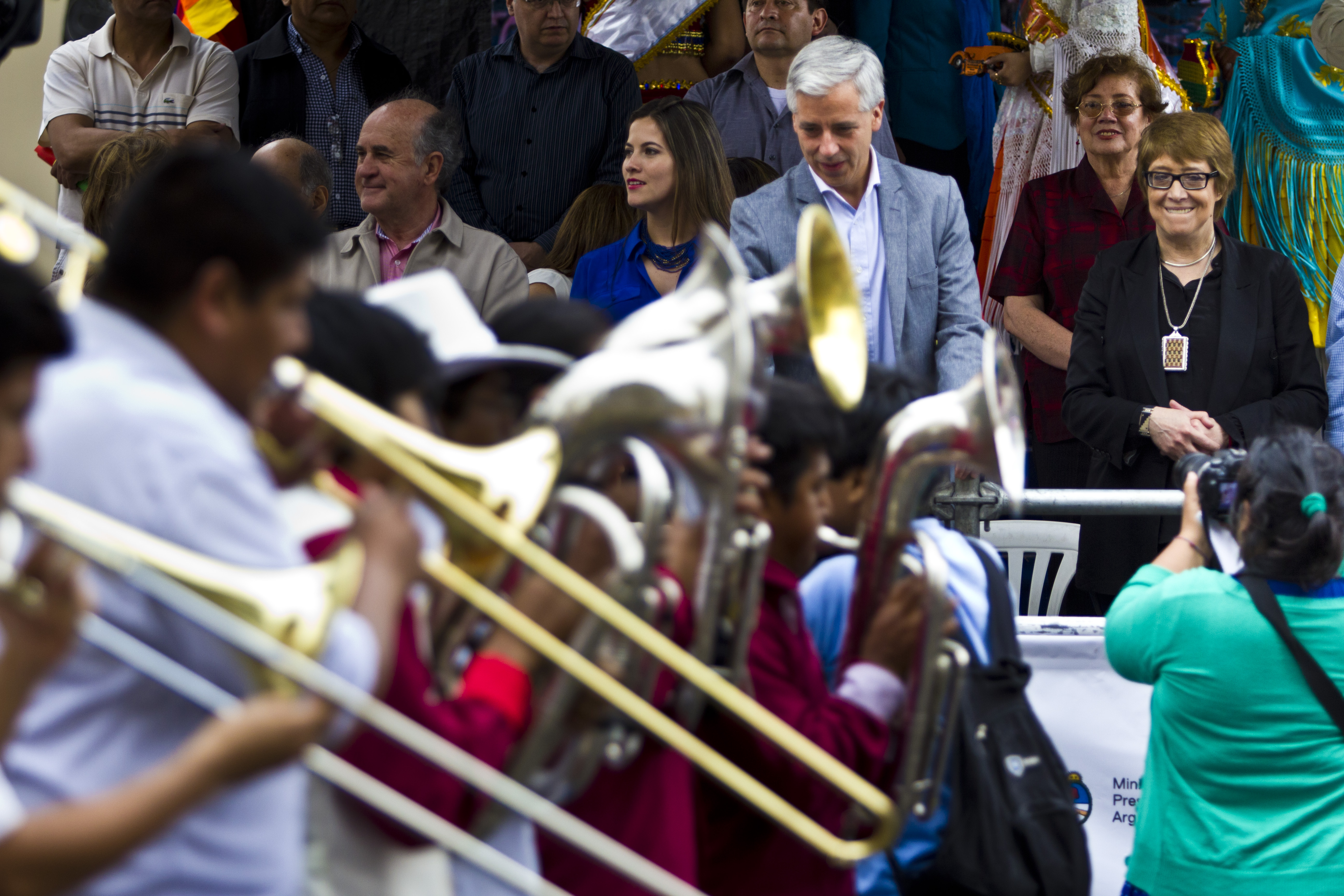

## Trabajos en medios de comunicación

### Como presentadora
| Programa   | Años                     | Canal   | Notas                 |
| ---------- | ------------------------ | ------- | --------------------- |
| Disca y Ve | 2003-2004                | Red ATB | Programa musical.     |
| Uno Teens  | 2004-2009                | Red Uno | Programa infantil.    |
| Notivisión | 2009-2017, 2017-presente | Red Uno | Programa informativo. |

### Como radialista
| Programa  | Año  | Radio                | Notas                 |
| --------- | ---- | -------------------- | --------------------- |
| De 9 a 12 | 2015 | Compañera (106.3 FM) | Programa informativo. |

### Otras apariciones
| Evento       | Año  | Notas                |
| ------------ | ---- | -------------------- |
| Bolivia Moda | 2009 | Desfile de pasarela. |